# Mohylky
Mohylky jsou přírodní rezervace v katastrálním území obce Lisková v okrese Ružomberok v Žilinském kraji na Slovensku. Území bylo vyhlášeno v roce 1988 a jeho rozloha je 0,75 hektaru. Předmětem ochrany paleontologická lokalita s výskytem zkamenělin eocenních živočichů.